# L'Arc~en~Ciel
L'Arc~en~Ciel (ラルク アン シエル Laruku an Shieru?), también conocido por sus seguidores como Laruku (ラルク) o L'Arc, es una banda de rock japonés compuesta por cuatro músicos. El nombre del grupo significa "El arcoíris" en francés. Sus más de 33 años como banda no solo les han convertido en ícono de la música rock en su país, sino que además es uno de los conjuntos musicales japoneses más conocidos en occidente, lo que les ha permitido realizar giras y mostrar sus trabajos en diversos países del mundo. Dentro del género rock, el estilo propio de cada miembro influencia cada canción consiguiendo melodías pop, electrónicas, instrumentaciones orquestales, hard rock, etc. que han vendido más de 40 millones de álbumes y sencillos a lo largo de toda su trayectoria musical.

## Biografía

### Época indie (1991-1993)
L'Arc~en~Ciel se formó en febrero de 1991 en la ciudad japonesa de Osaka. Tetsu siempre había soñado con formar una banda de rock y, tomando la posición de bajista, empezó su camino con un guitarrista llamado Hiro. Fue entonces cuando visitando un club oyó tocar a Jersalem's Rod, la banda de un chico llamado Hyde y que, a pesar de ser el guitarrista esa noche, estaba supliendo a su vocal enfermo. Tetsu, en cuanto le escuchó cantar supo que le quería en su banda ya que de otra manera "hubiera sido una dura competencia" y habló con él, decidido a conseguirle. En un principio este se negó, argumentando que era guitarrista y no cantante y que "ser vocalista es la posición más aburrida en una banda", pero tras varios intentos del bajista y líder acabó aceptando unirse a L'Arc~en~Ciel. Junto a él también se unió Pero, el baterista de su anterior grupo. Con esta formación y Hiro como principal compositor comienzan a abrirse camino en la industria musical.
En mayo de ese mismo año hicieron su primer concierto, Nanba Rockets, el cual interpretaron nueve temas, donde se aprecia una versión antigua de Shutting From the Sky, Tsuioku no Jookei, incluyendo un tema de la banda de Hyde JERSALEM'S ROD, abriendo con la canción "I PREFER" del grupo Ministry, y se hicieron muy populares en su ciudad natal actuando regularmente. En 1992, lanzan su demo tape, el cual contiene dos canciones, del cual en marzo sacan un video especial totalmente gratuito, donde interpretan su tema "Claustrophobia" y temas de su demo tape (i'm in pain, el cual es una adaptación de live, y Nostalgia, ending del video). Antes de cumplirse su primer año de haber tocado en el "namba rockets", filman en vivo aquel live, en el cual tocan la versión indie de lo que conocemos como "DUNE", y tocan junto a Ber:sati, interpretando covers de D'erlanger, incluso Luna Sea. En el verano, Hiro decidió abandonar el grupo debido a ciertas diferencias. Para suplirle, Tetsu llamó a su amigo de la infancia, ken, quien dejó sus estudios de arquitectura en Nagoya para unirse a la banda. Teniendo en octubre su segundo video completamente en vivo en el namba rockets, ahí interpretando junto a Kiyoharu (un amigo de Hyde) un tema de la banda Gastunk y Dead End. La canción Voice es incluida en el CD Ómnibus "Gimmick" dándoles la oportunidad de sacar su primer trabajo como indies en noviembre bajo el título de Flood of tears (incluso lanzando su segundo demo tape, llamado DUNE, el cual contiene siete pistas donde Ken interpreta temas que Hiro dejó), pero otro obstáculo más se interponía y otro de los miembros, Pero, dejaba el grupo tras un concierto en el Osaka Music Hall. Es cuando la banda se traslada a la capital de Tokio para continuar creciendo y Tetsu llama a Sakura, un baterista que había tocado en varias bandas y del que había escuchado hablar muy bien, por lo que le ofreció unirse a la banda. En enero, este decide unirse oficialmente y así dar forma al L'Arc~en~Ciel que triunfaría.
En 1993 comienzan a grabar su primer álbum DUNE junto a la discográfica Danger Crue Records, el cual agota su primera edición limitada a 10 000 copias y los lleva directamente a la primera posición del ranking de indies Oricon. A finales del mismo mes, se relanza en una edición regular. Este álbum les da pie para realizar sus primeras giras: Close by Dune y FEEL OF DUNE (de los cuales versionan canciones como White feathers, Anata no Tame ni, Nemuri ni Yosete en el llamado Hyde-go, supuesto "singles" de Hyde, estas como primeras versiones y muy raras, incluso un tema inédito que solo se le conoce como "tetsu's song"), cautivando a miles de fanes con un original sonido rock y llamando la atención de grandes discográficas. Participan en el ómnibus "the monsters of shock age" con su tema "Yokan". Lanzan un VHS llamado "Touch Of DUNE" en octubre, donde se encuentran los Pvs de las canciones "DUNE", "Floods Of Tears" y "As If In A Dream". Termina el año de 1993 al igual que su etapa indie.

### Salto a la fama, arresto de Sakura y distanciamiento de los escenarios (1993-1997)
Solo un año después de su debut, es la compañía discográfica Sony Music Japan la que decide apostar por ellos y dan con ella su primer paso como banda mayor, lanzando su segundo álbum Tierra. Este trabajo contiene la canción Blurry Eyes, escogida para el anime DNA² y con la que hoy día siguen haciendo vibrar al público en los conciertos. Es a partir de este momento cuando el grupo no deja de crecer; sencillo tras sencillo sus ventas se hacían mayores, sacan su PV de Nemuri ni Yosete, Y Kaze no Yukue (es la primera vez que L'Arc~en~Ciel viajaba fuera de Japón, el video se sitúa en Marruecos). También les da posibilidad de abrir su tour "sense of time", en ese año, en Navidad, presentan en un programa llamado "NOSTALGIA no Yokan" donde graban un pv de "White Feathers", que también muestra una versión instrumental de Ushinawareta nagame y que incluso tocan uno de sus temas indies. 
Empezando 1995, el 24 de enero, su concierto "winter 95" dedicado a solo el club de fanes, tocan temas del álbum Dune y Tierra, de igual forma temas viejos, como No Truth y I'm in Pain; lanzan su siguiente sencillo Vivid Colors C/W Brilliant Years, seguido de Natsu no yuu-utsu [time to say good-bye], Heavenly se edita como tercer álbum y da lugar a numerosas giras nacionales cada vez mayores lo que aumenta la expectación de próximos trabajos; de ese álbum salen los pvs de Vivid Colors, Brilliant Years y el Pv de su sencillo Blurry eyes. En el tour The Other Side Of Heavenly, tienen una formación donde Hyde es guitarrista, Ken Baterista, Sakura Bajista y Tetsu Vocal, e interpretan la versión del grupo Tokio llamado Love You Only (donde se hacen llamar "Kioto"). El boom lo dan con su cuarto trabajo de estudio, True, que superó el millón y medio de copias en poco tiempo. Estaban en lo más alto de su popularidad gracias a hits como flower, otra de las canciones imprescindibles en la historia del grupo. Se presenta por primera vez D'Ark~en~Ciel con la formación ya mencionada ("Kioto")
Pero a pesar de ello, el 1997 sería el peor año recordado para Laruku. Poco después de terminar la gira promocional de True, en febrero, Sakura se ve envuelto en problemas policiales y meses después declara su salida de la banda para un mejor futuro de esta. La carrera de L'Arc~en~Ciel se vio un poco dañada, pausando alrededor de seis meses su actividad y viajando al extranjero para evitar la presión mediática a la que les sometieron. El que sería su siguiente sencillo, the Fourth Avenue Cafe, fue cancelado, pero se utilizó como ending en la emisión del famoso anime Rurouni Kenshin.

### La "Reencarnación" (1997-2000)
Tras meses sin noticias de ellos, reaparecen en octubre del mismo año con el sencillo Niji (que significa "arco iris" en japonés, como el nombre de la banda), y con un nuevo baterista, Yukihiro, que colabora con ellos en este lanzamiento para más tarde ser presentado como miembro oficial de la banda. Dentro de la discografía de L'Arc~en~Ciel Niji es probablemente la canción más emblemática y querida, ya que relata desde el punto de vista de Hyde los duros momentos vividos tras la marcha de Sakura y sus consecuencias. A finales de este año, L'Arc~en~Ciel da su primer concierto en el Tokyo Dome, el mayor y más prestigioso de los auditorios en Japón, llamado Reincarnation vendiendo las 56 000 entradas en tan solo cuatro minutos, batiendo el récord en ventas del hall.
Después de esta gran reaparición en los medios, L'Arc~en~Ciel viene a por todas, y nada más empezar el año 1998 lanzan su sencillo winter fall con el que alcanzan por primera vez en su carrera el número 1 en el ranking Oricon. Este sencillo se incluye junto al éxito Niji en su quinto álbum HEART, que vende un millón de copias solo la primera semana. La época de oro de la banda solo acababa de empezar.
Sin descanso, el grupo pone en venta un nuevo sencillo, DIVE TO BLUE, que es el punto de partida para otros muchos singles de gran éxito a lo largo de este año y el siguiente, destacando entre ellos a HONEY (primer sencillo en superar el millón de ventas) o Driver's High (opening del anime GTO). Debido a la gran acogida de todos esos trabajos, el 1 de julio de 1999 salen a la venta dos nuevos álbumes a la vez: ark y ray, que venden más de dos millones de copias cada uno. Estos se lanzaron simultáneamente en siete países de Asia (Taiwán, Hong Kong, Tailandia, Malasia, Singapur, Filipinas y Japón) y ambos ocuparon las primeras posiciones del ranking en su semana de lanzamiento, sentando otro récord. Ese mismo verano, L'Arc~en~Ciel pone en marcha el GRAND CROSS TOUR 1999, una serie de espectaculares conciertos que en sus últimas dos presentaciones acogió a más de 250 000 personas al aire libre en la bahía de Tokio; totalizando más de 650 000 personas en la gira con más espectadores hasta la fecha de la banda.

### Década de 2000
El nuevo milenio supone para esta banda más triunfos, ya que no dejan de lanzar nuevos trabajos al mercado. Cuatro singles dan forma a su álbum REAL y Yukihiro realiza remixes de algunas de sus canciones para editar el CD ectomorphed works. A finales de este año empiezan su gira CLUB CIRCUIT 2000 REALIVE (solo 10 actuaciones por live houses) y en noviembre dan comienzo al TOUR 2000 REAL, donde recorren los domos de las principales ciudades del país (Nagoya, Osaka y Fukuoka) para terminar los días 2, 3, 5 y 6 de diciembre en el Tokyo Dome. Una de las canciones del álbum REAL llamada Finale salió como créditos finales en la película Ringu 0: Bāsudei
Luego de esos últimos años colmados de trabajo, el 2001 se presenta tranquilo, solo con el lanzamiento de un nuevo sencillo, Spirit dreams inside -another dream- (canción incluida en la banda sonora de la película Final Fantasy: The Spirits Within). Tras este, la banda decide tomarse un descanso como tal e iniciar sus carreras en solitario, no dejando de lanzar a lo largo de los siguientes dos años CD recopilatorios.
L'Arc-en-Ciel vuelve en el 2003, sorprendiendo a todos sus fanes con siete espectaculares conciertos en Shibuya y con el anuncio de su nuevo álbum, SMILE, donde incluyen su sencillo Hitomi no juunin y READY STEADY GO (opening de la serie Fullmetal Alchemist). Fue esta canción aparte de su ya avanzada fama la que hizo posible su primer concierto en Estados Unidos, el LIVE IN U.S.A, frente a más de 12 000 personas.
En 2005 sale su décimo álbum de estudio, AWAKE, que aparte de contener los cuatro singles anteriormente lanzados, cuenta con LOST HEAVEN, canción que se muestra en la película Full Metal Alchemist: The Conqueror of Shamballa. La salida de este CD dio lugar a la gira AWAKE TOUR ese mismo verano, seguida del ASIALIVE 2005, con el que dieron por primera vez conciertos en otros países de Asia tales como China y Corea. Ese mismo verano realizan otro sencillo más, Link, también incluido como opening en la banda sonora de la película de Full Metal Alchemist: The Conqueror of Shamballa.
Para muchos, la ausencia de noticias en 2006 significó un nuevo quiebre y puso en entredicho el futuro de la banda, pero nada más lejos de la realidad. L'Arc~en~Ciel estaba preparando la celebración de su 15 aniversario. Nuevas ediciones de sus dos discos más vendidos (ark y ray), así como la reedición de sus primeros 15 singles (incluyendo el inédito the Fourth Avenue Cafe, topando la lista de ventas desde el puesto #12 al #27), un paquete de 5 DVD con conciertos nunca antes vistos (FIVE LIVE ARCHIVES) y el BOX SET OF THE 15TH ANNIVERSARY INFORMATION, una caja de edición limitada con contenido fotográfico, entrevistas, etcétera; fueron los regalos materiales a sus fanáticos, pero aún quedaba el mejor. Como conmemoración celebraron dos conciertos en el Tokyo Dome los días 25 y 26 de noviembre, bajo el nombre 15th L'Anniversary Live, acogiendo a 109 625 personas y vendiendo las entradas en dos minutos.
Luego de este aniversario los miembros hablan en diversas entrevistas de cómo les revitalizó y fueron conscientes de toda su carrera mediante la audición de sus propias viejas canciones e incluso ayudó a componer trabajos futuros.
Después de L'Anniversary Live, el grupo se pone en marcha de nuevo comenzando a componer y grabar un nuevo álbum, del que no sabríamos nada hasta bien entrado el 2007. Es a principios de este cuando se anuncia que una nueva canción, SHINE, será el opening del anime Seirei no Moribito y poco después se desvela la salida de un nuevo sencillo, SEVENTH HEAVEN, el primero después de dos años y cinco meses de hiatus.
L'Arc~en~Ciel regresa con más fuerza que nunca anunciando cinco meses de actividad continua con los lanzamientos de tres singles más ( MY HEART DRAWS A DREAM, DAYBREAK'S BELL y Hurry Xmas), que junto con Link y el ya nombrado SEVENTH HEAVEN formarían el nuevo álbum KISS.
Durante esos meses, el verano de 2007, el grupo se embarca en un hall tour de más de 35 conciertos que les llevará por todo Japón, como no hacían desde el año 1998. En mitad de la gira participan en el festival coreano INCHEON PENTAPORTROCK, siendo el primer grupo japonés en conseguir ser cabeza de cartel. Esta gira cuenta además con la curiosidad de celebrarse meses antes de la salida del álbum pero tocando todas las canciones de este. Así, como explicó el bajista y líder Tetsu, "los fans podrían escuchar el trabajo antes de comprarlo y correr la voz" y disfrutarían del gran trabajo que habían hecho.
Para continuar con la promoción de KISS el grupo vuelve a los escenarios, esta vez grandes, durante el arena tour THEATER OF KISS entre diciembre de 2007 y febrero de 2008.
El 31 de enero se anuncia oficialmente en su web que el grupo planea otro tour más entre abril y mayo, bajo el nombre TOUR 2008 L' 7 ~Trans ASIA vía PARIS~, con el que volverán a visitar China y asistirán por primera vez a Taiwán y a Francia, siendo este último su primer concierto en Europa. Un nuevo sencillo, DRINK IT DOWN, salió a la venta en abril y con motivo, probablemente, de su concierto en Europa, el grupo abre su MySpace oficial el día 12 del mismo mes.
En 2008, a finales de agosto, la banda lanzó su primer sencillo doble a-side, NEXUS 4 / SHINE y el DVD de la gira TOUR 2007-2008 THEATER OF KISS. El 25 de febrero de 2009 salió a la venta el Chronicles 4 y posteriormente el 20 de mayo del mismo año fue lanzado el DVD de LIVE IN PARIS solamente para Japón y luego se anunció que este DVD sería lanzado en varias ciudades de Europa. La banda anunció, al finalizar su gira L'7, que no realizarán conciertos hasta 2011.
El 20 de mayo de 2009, L'Arc-en-Ciel lanzó el DVD de su concierto en vivo en París, Live in Paris. Hyde y K.A.Z formaron el grupo de hard rock VAMPS y lanzaron su auto-titulado primer álbum, VAMPS, el 10 de junio de 2009.
El 1 de diciembre de 2009, L'Arc~en~Ciel anunció el lanzamiento de un nuevo sencillo, "Bless", el 27 de enero de 2010. Fue utilizado como tema para la difusión de la NHK de los Juegos Olímpicos de Vancouver 2010. Además, Tetsu anunció que cambió su nombre artístico a "Tetsuya" y publicó su primer libro de artista, que ocupó el número seis en los Talent Book Charts.
El 10 de marzo, L'Arc-en-Ciel lanzó su álbum de compilación titulado Quadrinity: Member's Best Selections que se recoge en cuatro CD con siete pistas por miembro de la banda, elegido y remasterizado por cada uno de ellos.

### 2011: 20th Anniversary
El 1 de enero de 2011, L'Arc-en-Ciel celebra su 20º aniversario y el Año Nuevo con el show de medianoche "L'A Happy New Year!" en el Makuhari Messe International Convention Complex. El 16 de febrero de 2011, lanzaron sus siguientes álbumes de compilación llamado Twenity, que consta de tres partes, Twenity 1991-1996, Twenity 1997-1999 y Twenity 2000-2010, seguido por una caja, Twenity Box, el 9 de marzo de 2011. Estos incluyen las canciones desde sus comienzos hasta la actualidad.
Se anunció que L'Arc~en~Ciel proporcionará el tema musical de la película de Fullmetal Alchemist: The Sacred Star of Milos, titulado "Good Luck My Way", su cuarta contribución de la franquicia, pero antes de Fullmetal Alchemist: Brotherhood .
A fin de celebrar sus 20 años juntos, L'Arc-en-Ciel realizó su "20th L'Anniversary Concert" en el estadio Ajinomoto en Tokio los días 28 y 29 de mayo de 2011, con cada día dedicado a la mitad de su carrera. Aunque el concierto fue planeado antes del gran terremoto del Este de Japón, todas las ganancias del concierto fueron donadas a los esfuerzos de socorro. Al final del concierto, se anunció que habrá una "L'Anniversary Japan tour" en 2011, así como una gira mundial en 2012.
El 10 de septiembre, el segundo sencillo del 20º aniversario se anunció, titulado "XXX" (kiss kiss kiss), que se estrena el 12 de octubre.
El tercer sencillo del 20º Aniversario, titulado "CHASE" el cual será tema musical de la película del anime Wild 7.
Salió a la venta el 21 de diciembre de 2011.
El 8 de febrero de 2012 lanzan un nuevo álbum titulado "Butterfly" con cuatro temas nuevos, junto con otro álbum más de su alter ego P'unk~en~Ciel, el primero de esta formación, llamado "P'unk is not Dead", que recopila todos los temas lanzados por ellos.
A partir de entonces, dan comienzo a su tour mundial, 20th L'Anniversary L'Arc~en~Ciel WORLD TOUR 2012, empezando por Hong Kong el 3 de marzo, y pasando por Bangkok, Shanghái, Taipéi, Nueva York, Londres, París, Singapur, Yakarta, Seúl, Yokohama, Osaka, Tokio y Honolulu, dejando en estas ciudades momentos remarcables, como ser el primer grupo asiático que encabeza el cartel del Madison Square Garden en Nueva York o el anuncio del día oficial de L'Arc~en~Ciel en Honolulu establecido el día 31 de mayo, día en que se celebró su concierto en dicha ciudad.

### 2014-2016: Regreso al Estadio Nacional, L'ArCasino
El 21 y 22 de marzo de 2014, la banda tocó un concierto de dos días en el icónico Estadio Nacional de Tokio, además fueron seleccionados por la municipalidad de la ciudad para despedir el escenario antes de su rediseño para inaugurar los Juegos Olímpicos 2020, dando así su última presentación en este escenario, se anunció también el lanzamiento de su nuevo sencillo "EVERLASTING".
En junio de 2015, la banda anunció un concierto de dos días, el 21 y 22 de septiembre, bajo el nombre de L'ArCasino, celebrado en la isla artificial Yumeshima, fue un especial al aire libre en Osaka, ciudad natal de la banda. El evento finalizó con un increíble despliegue de fuegos artificiales que fueron recibidos con la iluminación del puente que comunicaba la isla bajo un espectáculo de luces con colores del arcoíris para homenajear a la banda. Como lo hicieron con las anteriores presentaciones en vivo en Tokio, también dieron anuncio de un nuevo sencillo para Navidad: "Wings Flap".

### 2017: L'25 Anniversary
En septiembre de 2016 la banda anunció como parte de la celebración una colaboración con SONY y del lanzamiento del videojuego RESIDENT EVIL 7, un sencillo titulado「Don't be Afraid -Biohazard(R) × L'Arc～en～Ciel on PlayStation(R)VR-」con la particularidad que será el primer vídeo musical que incluirá el nuevo formato 360° con la tecnología VR, esto fue anunciado en la conferencia por el TOKYO GAME SHOW 2016: "¡La nueva canción de L’Arc~en~Ciel “Don't be Afraid” ha sido completada!, El proyecto de colaboración entre L’Arc~en~Ciel, que celebra el 25º aniversario de su formación, y la saga de videojuegos “Resident Evil (Biohazard para Japón)”, que celebra su 20º aniversario, se ha hecho realidad. ¿Se convertirán L’Arc~en~Ciel en zombis?
La recientemente escrita nueva canción de L’Arc~en~Ciel, “Don't be Afraid”, será la primera en el mundo que tenga un video musical creado totalmente con la tecnología de digitalización de 360º, y estará disponible para las gafas de realidad virtual “PlayStation®VR”. El último juego de la saga, “Resident Evil 7 (PlayStation®4, Xbox One, PC)” será lanzado el 26 de enero de 2017, sin embargo, la última tecnología de “RE ENGINE” que ha servido para crear este juego ha sido utilizada para que los miembros de L’Arc~en~Ciel se conviertan en personajes “3DCG”. A través de la captura del movimiento y del escaneo de la imagen de los miembros de L’Arc~en~Ciel se han creado unos personajes digitales ambientados en el mundo de “Resident Evil”, en el que se libra una batalla con los zombis por la supervivencia, por lo que el “video musical VR (vídeo de realidad virtual)” puede resultar una experiencia totalmente novedosa. Las entradas al evento se agotaron en cinco minutos.

## Hechos Relevantes
- Primer grupo japonés en tener dos singles en los puestos número #1 y #2 (HONEY y Shinshoku ~lose control~)
- Primer grupo japonés en lanzar tres singles el mismo día (Kasou, HONEY y Shinshoku ~lose control~)
- Primer grupo japonés en lanzar dos álbumes el mismo día (ark y ray), conseguir los puestos #1 y #2 en la misma semana y lanzarlos en 7 países simultáneamente.[14]
- Récord de ventas del Tokyo Dome en el menor tiempo (109.625 entradas en 2 minutos, 15th L'Anniversary).
- Primera banda japonesa en ser cabeza de cartel en Corea (PENTAPORT ROCK FESTIVAL).
- HEAVEN'S DRIVE, perteneciente al disco ark fue votada como la mejor canción en todo Japón en el año 2000.
- Primer grupo en emitir vía satélite y en directo uno de sus conciertos (Trans ASIA vía PARIS 2008 -PARIS LIVE-, 9 de mayo de 2008 en cinco cines de Tokio - Japón).
- Driver's High contribuyó significativamente al éxito del anime GTO en occidente.
- Primer grupo japonés en tener un concierto en Madison Square Garden, Nueva York.
- Fueron seleccionados por la municipalidad de Tokio para dar el último concierto en El National Stadium de Tokio como despedida de este escenario para su rediseño para la Inauguración de los juegos olímpicos de 2020.
- Primer grupo en el mundo en tener un video musical con la tecnología 360° VR de SONY, a estrenar en 2016 en colaboración con el lanzamiento del videojuego RESIDENT EVIL 7, bajo el nombre「Don't be Afraid -Biohazard(R) × L'Arc～en～Ciel on PlayStation(R)VR-」